# Lim Si-hyeon
Dans ce nom coréen, le nom de famille, Lim, précède le nom personnel.
Lim Si-hyeon, née le 13 juin 2003 à Gangneung, est une archère sud-coréenne. Le 25 juillet 2024, elle bat le record du monde de sa discipline lors du tour de classement des Jeux olympiques.

## Carrière
Lim Si-hyeon commence le tir à l'arc en troisième année de primaire. Elle est étudiante de l'université nationale du sport de Corée.
Pour sa première participation aux championnats du monde en 2023 à Berlin, elle est éliminée en quart de finale en individuel et en huitième par équipe. Elle remporte en revanche la médaille d'or par équipe mixte avec Kim Woo-jin,. Quelques semaines plus tard, elle remporte trois médailles d'or aux Jeux asiatiques de 2022 (reporté en 2023) devenant ainsi la première archère sud-coréenne à remporter trois médailles d'or aux Jeux asiatiques depuis 1986. En individuel, elle bat sa compatriote An San en finale, 6-0, quelques jours après avoir remporté la médaille d'or par équipe avec cette dernière.
Le 25 juillet 2024, lors des épreuves de qualification des Jeux olympiques de Paris, elle bat le record du monde féminin de la discipline avec 694 points (sur les 720 possibles) lors du tour de classement individuel. Lors de son record, elle réussit à envoyer 48 de ses 72 flèches au centre de la cible, battant de deux points l'ancien record détenu par sa compatriote Kang Chae-young depuis 2019 ainsi que le record olympique de 680 détenu par An San depuis 2021. Le 28 juillet, elle remporte la médaille d'or par équipes avec ses coéquipières Jeon Hun-young et Nam Su-hyeon. Durant ces Jeux olympiques, Lim Si-hyeon remporte également la médaille d'or à l'épreuve féminine en individuel et à l'épreuve mixte en équipes.

## Palmarès sportif

### Jeux olympiques
- Jeux olympiques d'été de 2024 à Paris ( France)
  -  Médaille d'or épreuve féminine individuelle
  -  Médaille d'or épreuve féminine par équipes
  -  Médaille d'or épreuve mixte par équipes

### Championnat du monde
- Championnat du monde de 2023 à Berlin ( Allemagne)
  -  Médaille d'or par équipes.

### Jeux asiatiques
- Jeux asiatiques de 2022 à Hangzhou ( Chine)
  -  Médaille d'or par équipes
  -  Médaille d'or individuel
  -  Médaille d'or individuel